# Bannière autonome evenk
La bannière autonome Evenk (chinois : 鄂温克族自治旗 ; pinyin : Èwēnkèzú zìzhìqí) est une subdivision administrative de la région autonome de Mongolie-Intérieure en Chine. Elle est placée sous la juridiction de la ville-préfecture de Hulunbuir et se trouve directement au sud de la ville d'Hailar

## Démographie
La population de la bannière était de 146 066 habitants en 1999.
Le chef-lieu de la bannière se trouve dans la commune de Bayan Tohoi. Elle est subdivisée en quatre bourgs, Bayan Tohoi (巴彦托海镇), Yiminhe (伊敏河镇), Hongholji (红花尔基镇) et le district minier de Hongholji (红花尔基镇), en cinq sums, Bayan Qagan (巴彦嵯岗苏木), Xinhen Barun (锡尼河巴润苏木), Xinhen Jun (锡尼河准苏木), Yimin (伊敏苏木), Hui (辉苏木) ainsi qu'une commune ethnique, Bayan Tal (巴彦塔拉达斡尔族乡) pour les Daurs.
La population était répartie suivant les ethnies suivantes en l'an 2000 :
- Han : 89 780 hab. (61 %)
- Mongols : 27 517 hab. (19 %)
- Daur : 13 943 hab. (9,5 %)
- Evenks : 9 773 hab. (6,6 %)
- Mandchous : 3 775 hab. (2,6 %)
- Hui : 1 400 hab. (0,95 %)
- Coréens : 235 hab. (0,16 %)
- Russes : 159 hab. (0,11 %)
- Xibe : 85 hab. (0,06 %)
- Oroqen : 78 hab. (0,05 %)
- Autres : 103 hab. (0,08 %)

### Lien externe

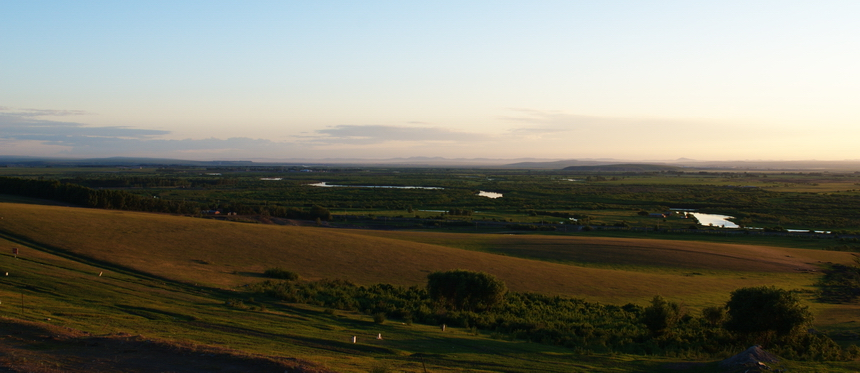
La vallée de l'Argoun près de Bayincuogang